# Luisana Lopilato
 (mars 2025).
Vous pouvez aider à l'améliorer ou bien discuter des problèmes sur sa page de discussion.
- Il ne cite pas suffisamment ses sources. Vous pouvez indiquer les passages à sourcer avec {{référence nécessaire}} ou {{Référence souhaitée}}, et inclure les références utiles en les liant aux notes de bas de page. (Marqué depuis avril 2024)
- Certaines informations devraient être mieux reliées aux sources mentionnées dans la bibliographie ou les liens externes. Améliorez sa vérifiabilité en les associant par des références. (Marqué depuis avril 2024)

- Archive Wikiwix
- Bing
- Cairn
- DuckDuckGo
- E. Universalis
- Gallica
- Google
- G. Books
- G. News
- G. Scholar
- Persée
- Qwant
- (zh) Baidu
- (ru) Yandex
- (wd) trouver des œuvres sur Wikidata

Luisana Lopilato, née le 18 mai 1987 à Buenos Aires, est une actrice, chanteuse et danseuse argentine.

## Filmographie
Luisana Lopilato joue le rôle de Mia Colucci dans une série argentine nommée Rebelde Way. Dans le cadre  de la série télévisée, un groupe nommé Erreway est formé. Conçu comme  une extension de la série, il est formé par quatre interprètes de celle-ci : Luisana Lopilato, Benjamin Rojas, Camila Bordonaba et Felipe Colombo. Le groupe devient un phénomène populaire en Amérique latine, sort trois albums studio et vend plus de 5 millions d'albums jusqu'en 2005, année de leur séparation après la fin de Rebelde Way. Luisana Lopilato reçoit dès lors plusieurs propositions de rôles qui lui permettent de développer une carrière significative en Argentine et aux États-Unis.

### Cinéma
- 2009 : Papá por un día (en) de Raúl Rodríguez Peila : Julieta.
- 2000 : Los que aman, odian (en) d'Alejandro Maci (en) : Mary Fraga.
- 2016 : Fair Market Value de Ken Kushner : Kendall[4].
- 2020 : Intuition (La corazonada) d'Alejandro Montiel : Manuela Pelari

### Télévision
| Année     | Titre                             | Personnage             | Type       |
| --------- | --------------------------------- | ---------------------- | ---------- |
| 1995      | Mi familia es un dibujo           | Lorena                 | Série      |
| 1999-2001 | Chiquititas                       | Luisana Maza           | Série      |
| 2001      | Un Amor en Moises Ville           | Hannah                 | Film       |
| 2002-2003 | Rebelde Way                       | Mia Colucci            | Série      |
| 2004      | Erreway: 4 Caminos                | Mia Colucci            | Film       |
| 2004      | Los Pensionados                   | Martina                | Série      |
| 2004      | Los Secretos de Papá              | Camila Jilguero        | Série      |
| 2005      | Numeral 15: Teléfono descompuesto | Lola Gomez             | Mini-série |
| 2005-2006 | Casados con Hijos                 | Paola Argento          | Série      |
| 2006      | Alma Pirata                       | Allegra Riganti        | Série      |
| 2007      | El Capo                           | Ornella Mastrogiuseppe | Série      |
| 2008-2009 | Atracción x4                      | Nina Lacalle           | Série      |
| 2009      | Papá por un Día                   | Julieta                | Film       |
| 2010      | Alguien que me quiera             | Bianca Rivera          | Série      |
| 2010      | Plumíferos                        | Feifi                  | Film       |
| 2011      | Rio                               | Agent de police        | Série      |
| 2012      | Lobo                              | Viktoria Robledo       | Série      |
| 2013      | En Terapia                        | Valentina Rubio        | Série      |
| 2014      | Una buona stagione                | Silvia Ferrari         | Mini-série |
| 2014      | Las Insoladas                     | Lala                   | Film       |

## Vie personnelle
Elle est l'épouse du chanteur canado-italien Michael Bublé depuis le 31 mars 2011. Elle fait une apparition dans le clip Haven't met you yet de ce dernier.
Ils ont quatre enfants ensemble. Le 27 août 2013, elle donne naissance à un garçon nommé Noah. Suivront le 21 janvier 2016, un garçon nommé Elias, le 26 juillet 2018, une fille nommée Vida et le 19 août 2022, leur quatrième, une fille nommée Cielo.